# Compsognathidae
A Compsognathidae családba kis termetű (0,7-2,4 m hosszú), gyors mozgású ragadozó dinoszauruszok tartoztak. Maradványaik Európa, Ázsia és Dél-Amerika késő jura- és kora krétakori rétegeiből ismertek. Pontos rendszertani helyük bizonytalan, de általában a Coelurosauria klád primitív tagjainak tekintik őket. A család több tagjánál a megkövesedett csontokon kívül tollak illetve pikkelyek lenyomatai is fennmaradtak, ezért leleteik nagy jelentőségűek a tollak evolúciójának megismerésében.

## Anatómia
Kecses felépítésű, hosszú lábú és farkú állatok voltak. Mellső végtagjaikon a tetanurákra jellemző három karmos ujj volt. A Sinosauropteryx és a Sinocalliopteryx csontvázai mellett primitív, piheszerű tollak lenyomatait is megtalálták. A Juravenator maradványai azonban pikkelyek lenyomatait őrizték meg, ami arra utalhat, hogy a család nem minden tagja rendelkezett tollas kültakaróval.

## Életmód
A compsognathidák ragadozó életmódjárára a közvetett bizonyítékokon kívül (hegyes, fűrészes élű fogak, karmos mellső végtagok stb.) egyes leletek gyomortartalma is utal. A Compsognathus németországi példányának csontvázában a Bavarisaurus nevű gyík csontjait, míg a franciaországi példányban azonosítatlan gyík- és hidasgyík-maradványokat találtak. A Sinosauropteryx egyik példányának hasüregében két emlős (Zhangheotherium és Sinobaatar) állkapcsa, a Sinocalliopteryx nevű 2,4 méter hosszú óriás-compsognathidáéban  pedig egy dromaeosaurida lábának maradványai maradtak fenn.